# ماکسنس درین
ماکسنس درین (انگلیسی: Maxence Derrien؛ زادهٔ ۳ سپتامبر ۱۹۹۳) بازیکن فوتبال اهل فرانسه است.
از باشگاه‌هایی که در آن بازی کرده‌است می‌توان به باشگاه فوتبال ستاره سرخ اشاره کرد.